# Antonietti e Ugonino
Antonietti e Ugonino war ein italienischer Hersteller von Automobilen.

## Unternehmensgeschichte
Die Partner Antonietti und Ugonino gründeten 1905 in Turin das Unternehmen zur Produktion von Automobilen. Der Markenname lautete Fert. 1906 endete die Produktion. Außerdem vertrieb das Unternehmen Fahrzeuge von Automobiles Pivot.

## Fahrzeuge
Die Fahrzeuge basierten auf Fahrgestellen, die aus importierten Teilen montiert waren. Die Einbaumotoren kamen von den Fafnir-Werken. 1906 stand ein Modell mit Vierzylindermotor, 3770 cm³ Hubraum und Dreiganggetriebe auf dem Turiner Autosalon.